# Nathanael Cronsioe
Johannes Natanael Cronsioe, född 22 september 1883 i Malmö Karoli församling, Malmöhus län, död 13 augusti 1937 i Stigtomta församling, Södermanlands län, var en svensk koralkompositör och psalmförfattare. Han var också resepredikant, harpist och homeopat.

## Levnadsbeskrivning
Nathanael Cronsioe föddes 1883 i Malmö. Han var son till kalligrafen Anders Cronsioe och Brita Maria Olausson. År 1900 var Cronsioe bokförd som ogift mekanikerelev i Stockholm (Hedvig Eleonora församling), men med anteckningen "vistas i Söderhamn". Cronsioe var från 1922 till 1925 baptistpastor i Väderstads baptistförsamling i Väderstad. År 1925 blev han baptistpredikant i Norra Sandsjö och slutade där 1928. Cronsioe var från 1928 baptistpredikant i   Stigtomta. Han avled där 1937.

### Familj
Cronsioe gifte sig 24 januari 1915 med Hildur Maria Håkansson (1891–1954). De fick tillsammans barnen Håkan Cronsioe (1915–1998), Maria Elisabeth Cronsioe (född 1917), Ester Gudrun Cronsioe (född 1919), Sven David Cronsioe (född 1921) och Berndt Cronsioe (född 1928).

## Psalmer
- Nya sånger 1932.
  - 2. Lyckan, som jag länge sökt
  - 5. Det finns liv, det finns frid
  - 6. Herren är min herde, som mig leder varje dag
  - 9. Sök icke längre i världen din fröjd
  - 11. Dag för dag min Jesus är när
  - 16. Gå fram, min själ, med makt
  - 19. Hemåt vi vandra till himmelens land
  - 22. Min natt förbytts i solig dag

- Nya sånger 1933.
  - 27. En helig skara (Klädd i helig skrud en lycklig skara) (text och musik).
  - 30. Blicka uppåt, du sorgsne broder (text och musik).
  - 33. Gode herde, led du mig! (text och musik).
  - 35. Lita blott på Jesus! (När du oro känner) (text och musik).
  - 38. Kärlekens hav (Förundrad jag stod invid kärlekens hav) (text och musik).
  - 39. Klagan förbytts i jubelsång (Tryckt utav synd och smärta) (text och musik).
  - 43. Underbar frid (Det bor i mitt hjärta en underbar frid) (text och musik).

- Nya sånger 1937.
  - 136. Du, som är trött av syndens tunga börda
  - 140. Hos Gud är makten

- Tempeltoner 1934.
  - 7. Det kommer (text och musik).
  - 8. Guds löften (De dyra löften, som Herren givit) (text och musik).

- Tempeltoner 1935.
  - 28. Vid korset (Förkrossad vid din fot jag sjunker) (musik).
  - 34. Kärleken är störst (Ljudande malm, som klang av cymbal) (text och musik).
  - 36. I kvällens stilla timma (översättning och musik).